# Karel Rachůnek
Karel Rachůnek (* 27. August 1979 in Gottwaldov, Tschechoslowakei; † 7. September 2011 in Tunoschna bei Jaroslawl, Russland) war ein tschechischer Eishockeyspieler, der im Verlauf seiner aktiven Karriere zwischen 1999 und 2011 unter anderem 397 Spiele für die Ottawa Senators, New York Rangers und New Jersey Devils in der National Hockey League (NHL) auf der Position des Verteidigers bestritten hat. Darüber hinaus absolvierte Rachůnek weitere 186 Partien für Lokomotive Jaroslawl und den HK Dynamo Moskau in der Kontinentalen Hockey-Liga (KHL).

## Karriere
Karel Rachůnek begann seine Karriere beim HC Zlín, bei dem er alle Nachwuchsmannschaften durchlief und für den er zwischen 1995 und 1997 in der Junioren-Extraliga spielte. Während des NHL Entry Draft 1997 wurde er in der neunten Runde an 229. Stelle von den Ottawa Senators aus der National Hockey League (NHL) ausgewählt, blieb aber bis zum Sommer 1999 bei seinem Heimatverein. Für diesen debütierte er während der Spielzeit 1997/98 in der tschechischen Extraliga, kam aber auch zu 1.-Liga-Einsätzen beim HC Prostějov.
Im Sommer 1999 wechselte der Verteidiger nach Nordamerika und spielte fortan für das Farmteam Ottawas, die Grand Rapids Griffins, in der International Hockey League (IHL). Während der Saison 1999/2000 absolvierte er zudem seine ersten sechs Spiele für die Senators in der NHL. Zwischen 2000 und 2004 gehörte er zum Stammkader des NHL-Franchises aus der kanadischen Hauptstadt, bevor er im September 2004 gemeinsam mit Alexandre Giroux an die New York Rangers abgegeben wurde, die im Gegenzug Greg de Vries zu den Senators schickten. Während des Lockouts der NHL-Saison 2004/05 spielte Rachůnek für den HC Znojemští Orli in seiner tschechischen Heimat und Lokomotive Jaroslawl in der russischen Superliga, wo er bereits im Herbst 2002 nach Vertragsstreitigkeiten mit den Ottawa Senators einige Einsätze absolviert hatte. Im Sommer 2005 entschloss sich der Tscheche zu einem Verbleib in Jaroslawl. In der Spielzeit 2005/06 kehrte der Defensivspieler nach Nordamerika zurück und absolvierte 72 Partien für die New York Rangers in der NHL, bevor er im Juli 2007 einen Vertrag bei den New Jersey Devils unterzeichnete.
Nach einem Jahr bei den Devils wechselte Rachůnek im Sommer 2008 zurück nach Russland, wo er bis zum Ende der Saison 200/10 für den HK Dynamo Moskau in der Kontinentalen Hockey-Liga (KHL) spielte. Nach der zwischenzeitlichen Auflösung von Dynamo wechselte der Abwehrspieler innerhalb der KHL zurück zu Lokomotive Jaroslawl. Am 7. September 2011 starb Rachůnek beim Absturz des YAK-Service-Flug 9633 in der Nähe von Jaroslawl. Das Team war auf dem Weg zu einem Auswärtsspiel in der belarussischen Hauptstadt Minsk. Das Flugzeug stürzte einen halben Kilometer nach dem Start ab. Von den 45 Insassen überlebte nur ein Flugbegleiter.
Nach seinem Tod im September 2011 wurde seine Trikotnummer 4 durch den tschechischen Eishockeyverband für alle Nationalteams gesperrt.

### International
Karel Rachůnek nahm als Juniorenspieler an der U18-Junioren-Europameisterschaft 1997 und den U20-Junioren-Weltmeisterschaften der Jahre 1998 und 1999 teil. Erst 2009 wurde er das erste Mal für die tschechische Nationalmannschaft nominiert und absolvierte sieben Spiele bei der Weltmeisterschaft 2009.
Im Jahr 2008 nahm Karel Rachůnek für Tschechien an der IIHF-Inlinehockey-Weltmeisterschaft teil, wo die Nationalauswahl den sechsten Platz belegte.

## Erfolge und Auszeichnungen
| - 2001 NHL-Rookie des Monats Januar - 2002 Teilnahme am NHL YoungStars Game - 2005 Superliga All-Star-Team - 2008 Spengler-Cup-Gewinn mit dem HK Dynamo Moskau - 2008 KHL-Verteidiger des Monats Dezember | - 2009 Teilnahme am KHL All-Star Game - 2010 Teilnahme am KHL All-Star Game - 2011 Teilnahme am KHL All-Star Game - 2011 KHL-Verteidiger des Monats Februar |

### International
- 2010 Goldmedaille bei der Weltmeisterschaft
- 2011 Bronzemedaille bei der Weltmeisterschaft

## Karrierestatistik

### International
Vertrat Tschechien bei:
| - U18-Junioren-Europameisterschaft 1997 - U20-Junioren-Weltmeisterschaft 1998 - U20-Junioren-Weltmeisterschaft 1999 | - Weltmeisterschaft 2009 - Weltmeisterschaft 2010 - Weltmeisterschaft 2011 |

(Legende zur Spielerstatistik: Sp oder GP = absolvierte Spiele; T oder G = erzielte Tore; V oder A = erzielte Assists; Pkt oder Pts = erzielte Scorerpunkte; SM oder PIM = erhaltene Strafminuten; +/− = Plus/Minus-Bilanz; PP = erzielte Überzahltore; SH = erzielte Unterzahltore; GW = erzielte Siegtore; 1 Play-downs/Relegation; Kursiv: Statistik nicht vollständig)